# Правик, Владимир Павлович
Влади́мир Па́влович Пра́вик (укр. Володимир Павлович Правик; 13 июня 1962, Чернобыль, Киевская область, УССР, СССР — 11 мая 1986, Москва, СССР) — советский пожарный, принимавший участие в тушении пожара после аварии на ЧАЭС, лейтенант внутренней службы, Герой Советского Союза (1986, посмертно).

## Биография
Родился 13 июня 1962 года в Чернобыле в семье служащего. После окончания школы в 1979 году учился в Черкасском пожарно-техническом училище МВД СССР, из которого был выпущен в 1982 году в звании лейтенанта внутренней службы. Служил начальником караула 2-й военизированной пожарной части Управления внутренних дел Киевского облисполкома (охрана Чернобыльской АЭС).
Вместе с другими пожарными (В. Игнатенко, В. Кибенком, Л. Телятниковым и др.) принимал участие в тушении пожара в первые часы после аварии на Чернобыльской АЭС 26 апреля 1986 года. Во время тушения получил высокую дозу радиации, был отправлен на лечение в Москву, где и скончался в 6-й клинической больнице 11 мая 1986 года. Похоронен на Митинском кладбище в Москве.

## Награды и звания
- Указом Президиума Верховного Совета СССР от 25 сентября 1986 года за мужество, героизм и самоотверженные действия, проявленные при ликвидации аварии на Чернобыльской АЭС, лейтенанту внутренней службы Правику Владимиру Павловичу присвоено звание Героя Советского Союза (посмертно).
- Награждён орденом Ленина (25.09.1986, посмертно).
- 26 апреля 1996 года за исключительное личное мужество и самоотверженность, высокий профессионализм, проявленные во время ликвидации аварии на Чернобыльской АЭС награждён знаком отличия Президента Украины — звездой «За мужество» (посмертно)[4].

## Семья
Отец Павел Афанасьевич Правик (1936—2015), мать Наталья Ивановна (1944—2022), брат Виктор Павлович (род. 1970) после аварии переехали в Ирпень. 
Супруга — Надежда Ивановна Правик (род. 1965, во втором браке Омелянченко).
- Дочь — Наталья Владимировна Ермошкина-Правик (род. 1986), проживает с дочерью в Москве.
  - Внучка — Вера (род. 2014)

## Память
- В честь Владимира Правика названы улицы ряда населённых пунктов Киевской области: в городах Переяслав и Узин, посёлках городского типа Бородянка и Макаров, сёлах Горностайполь, Новое и Ярешки, а также улицы населённых пунктов других регионов Украины (Вараш, Городище, Измаил, Черкассы, Ямполь, с. Гута-Чугорская, с. Журавка, с. Липы, с. Матвеевка, с. Циркуны).
- В городе Ирпень Киевской области в честь Владимира Правика назван городской парк и установлен его памятник.
- 29 мая 1987 Министерство связи СССР выпустило в обращение художественный маркированный конверт с изображением Владимира Павловича Правика.

- 25 сентября 1987 года на воду был спущен танкер «Владимир Правик»[5].
- Бюст Владимиру Правику установлен на месте мемориала Героям Чернобыля в Черкасском институте пожарной безопасности имени Героев Чернобыля[6][7]. В музее института хранятся личные вещи героя.
- В Иркутске существует студенческий педагогический отряд, который носит имя героя. Отряд - "Альтаир" им. В.П. Правика. Небольшая история: начиная с 1986 года бойцы отряда стали бороться за право носить имя героя Советского Союза Владимира Павловича Правика, а также начали сбор материала необходимого для такого рода деятельности. В этом же году по решению Украинского ВЛКСМ за отличную работу СПО «Альтаир» в течение года и в течение летней смены отряду присвоено звание героя Советского Союза В.П. Правика, героически погибшего на Чернобыльской АЭС. Правик был навечно зачислен в ряды отряда и начиная с 1986 года его жене и дочери «Альтаир» стал ежегодно перечислять денежную сумму в размере заработной платы одного бойца.